# Das schwarze Kuvert
Das schwarze Kuvert ist der Titel eines stummen Kriminalfilms, den Harry Piel 1922 nach einem Drehbuch, das er zusammen mit Alfred Zeisler und Victor Abel geschrieben hatte, in seiner Gesellschaft „Harry Piel Film Company GmbH“ in Berlin realisierte. Er selbst spielt darin den Detektiv Harry Peel. An seiner Seite sind erste Kräfte wie Albert Paulig, Inge Helgard und Else Bodenheim zu sehen.

## Handlung
In dem titelgebenden „schwarzen Kuvert“ werden dem Helden, dem Detektiv Harry Peel, der im Laufe der Handlung sein Vermögen verliert, Aufgaben überreicht. Ein geheimnisvoller Verbrecher, Verfolgungsjagden in den winterlichen Alpen mit Auto und Motorrad sowie die Sprengung einer Brücke liefern filmische Schauwerte und bieten Gelegenheiten zu halsbrecherischen Stunts.

## Hintergrund
Der Film war eine Produktion der Harry Piel Film Compagnie m.b.H., deren Geschäftsführer Heinrich Nebenzahl und Karl Wiesel waren. Nebenzahl war bis 1927 Geschäftspartner von Harry Piel in wechselnden Unternehmen. Mehr als zwanzig Filme gingen aus dieser Zusammenarbeit hervor.
Das Bühnenbild schuf Willi A. Herrmann, Spezialbauten errichtete Albert Korell, Maskenbildner war Paul Thürnagel. Die Aufnahmeleitung hatte Walter Zeiske. Die Photographie besorgten Georg Muschner und Franz Meinecke. Außenaufnahmen entstanden in den bayerischen Alpen, die Stunts lieferte Hermann Stetza.
Der Film lag am 19. Mai 1922 der – gerade wieder eingeführten – Reichsfilmzensur vor und bekam unter der Nummer B.05844 ein Jugendverbot erteilt. Er wurde am 19. Mai 1922 im Berliner Groß-Kino „Schauburg“ uraufgeführt. Der Film lief als Den sorte Kuvert auch in Dänemark und, wie drei Plakate des Graphikkünstlers Boris Prusak belegen, als Чёрный конверт auch in Russland.

## Rezeption
Der Film wurde in der Illustrierten  Filmwoche Jahrgang 10, Nr. 20 von 1922 besprochen.
Auch in Russland waren Piels Filme erfolgreich, gab es „die Menge, die danach dürstet, Harry Piel zu sehen. Weder Regen noch Schnee halten sie davon ab.“ und die bereit war, dafür Schwarzmarktpreise zu bezahlen:
„Karten, die an der Kasse eigentlich 40 Kopeken kosten, werden hier für zwei Rubel versetzt. Gleich neben der Freitreppe des Kinos.“ Sehr zum Leidwesen des Sowjet-Staates, der Piels Filme als „demoralisierend und kleinbürgerlich“ denunzierte.